# ClearType

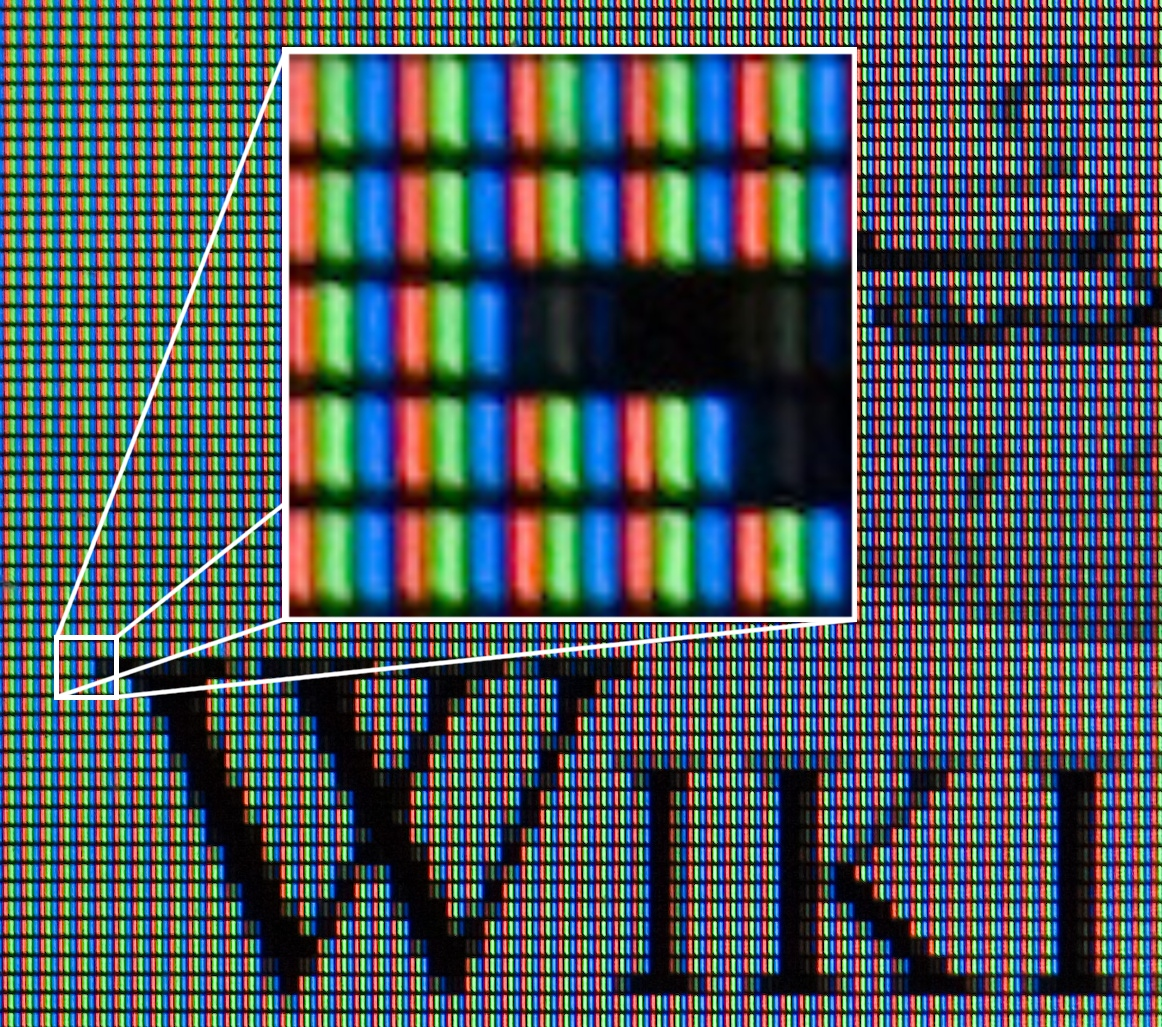
液晶ディスプレイの一部を拡大した画像

ClearType（クリアタイプ）は、Microsoft Windows XP以降のWindowsが搭載する、ディスプレイ文字のアンチエイリアシング技術である。

## 解説
液晶ディスプレイの構造である1ピクセルがR、G、Bの3サブピクセルで構成される点に着目し、R、G、Bの各サブピクセルを個別に発色させて横方向の見かけ解像度を向上させ、実解像度以上の精細な文字表示を可能とするサブピクセルレンダリング技術である。
OSであるWindows上の1ピクセルとディスプレイ上の1ピクセルが個対応する液晶ディスプレイで最も効果的だが、階調レベルの制御によりアパーチャーグリル管など一般的なCRTディスプレイでも実用的な効果を得る。ClearTypeとほぼ同様の技術は1998年に登場したMac OS 8.5などでも使われ、アドビが開発したCoolTypeも同様のサブピクセルレンダリング技術である。
ClearTypeによる視認性の向上は使用するフォントに依存するため、単一色の中間階調で補完する標準アンチエイリアスとは異なる。
ClearTypeの根幹技術にヒンティングとスムージングがある。ヒンティングは文字を構成する線の太さと幅を調整して見かけの向上を図る技術で、制御情報はフォントに内包される。スムージングはアンチエイリアス同様に、発色の違いでジャギーの平滑化を図る技術である。

## バージョン
GDIによるClearTypeと、DirectWriteによるNatural ClearTypeに大別される。

### Windows XP

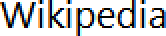
サブピクセル別の発色により、文字の端は赤や青に色付いている。フォントはメイリオ。

Windows XPはWindowsで最初にClearTypeを搭載したバージョンで、ClearTypeは初期状態で無効であり手動で有効にする必要がある。日本語版Windows XPは、和文のプリインストールフォントであるMS ゴシック・MS Pゴシック・MS UI Gothic・MS 明朝・MS P明朝が、それぞれ小サイズの画面表示用に内蔵するビットマップフォントを表示するためにClearTypeは効果しない。Microsoft Office付属のHGフォントはビットマップを内包しておらずClearTypeが利用可能である。
Windows Vistaのリリース後に配布されたフォントのメイリオをインストールしてインターフェイスフォントに指定すれば、Windows Vistaと同様にClearTypeが有効な日本語インターフェイスが実現するが、メイリオは初期設定のMS UI Gothicよりも文字幅が広いため、システム画面で有効化するとメニュー表示の長尺化によるスクロールやダイアログボックスの画面外逸脱などが発生する場合があり、テーマの詳細設定を修正してデザインを変更する必要がある。

### WPFにおけるClearType
Windows Presentation Foundation (WPF) は、従来の水平方向のサブピクセルレンダリングに加えて垂直方向のアンチエイリアス処理も施す。WPFの新しいClearTypeを利用するためにアプリケーションがAPIを呼び出す必要があり、WPFを含む.NET Framework 3.0以降をインストールしても、従来のアプリケーションやWindowsのインターフェイスは垂直方向のアンチエイリアスが有効とならないが、WPF 4は変更されてDirectWriteを用いる。

### Windows Vista
Windows Vistaは、ビットマップを含まないフォントであるSegoe UIを、日本語版はメイリオをそれぞれ新たに採用し、コントロールパネル、エクスプローラー、標準メッセージボックスなどインターフェイスの一部にClearTypeを使った文字を採用する。プロパティページなどの各種ダイアログボックスはMS UI Gothicを用いるため、内蔵ビットマップが表示されてClearTypeは有効とならない。

### Windows 7
Windows 7は、Windows Vista以前のGDI・GDI+に代わる2DグラフィックスAPIとしてDirect2D・DirectWriteが追加されている。テキスト描画に関するDirectWriteのClearTypeは、WPFと同様に垂直方向のアンチエイリアスが追加されたほか、文字間隔の最適化なども調整されて従来のClearTypeに対して「Natural ClearType」と称するが、利用するためにWPFと同様にアプリケーションがDirectWriteの機能を呼び出す必要がある。Windows 7のインターフェイス（コモンコントロール）はGDIによる従来のClearTypeを用いるが、機能が向上したClearType Tunerを標準搭載する。Windows 7とWindows Vistaに提供されるInternet Explorer 9は、ウェブページの描画にGDIではなくDirect2D・DirectWriteを用いる。メイリオを元にした字幅が狭いフォントのMeiryo UIを新たに標準搭載するが、MS UI Gothicを完全に置き換えるものではなくインターフェイスの一部に用いている。

### Windows 8
Windows 8日本語版は、インターフェイスにこれまでMS UI Gothicを用いていた部分もMeiryo UIを用い、全体の視認性やインターフェイスの統一感が向上している。Windows 8に標準搭載されてWindows 7にも提供されるInternet Explorer 10もインターフェイスにSegoe UIとMeiryo UIを使用している。

### Windows 10
Windows 10日本語版は、ClearTypeの描画を前提にデザインされたフォントのYu Gothic UIを採用した。スタートメニューや設定アプリなどのテキスト描画はグレースケールレンダリングで、描画品質が背景色に左右されるClearTypeのサブピクセルレンダリングは用いない。

## 短所
非常に小さなフォントサイズで、ビットマップフォントに比べて視認性が低下することがある。
GDIのClearTypeは、水平方向（X方向）のみをアンチエイリアス処理する。ラテン文字は、画数が少なく高さが揃っており垂直方向のアンチエイリアスを行わなくとも問題が少なく、斜線や曲線による造形が主であるため文字幅も狭くてイタリック表記も一般的など、水平方向のサブピクセルレンダリングの恩恵を受けやすく、緩やかな曲線の多いブラーフミー系文字も親和性が高い。一方、漢字などの複雑な字体は、線分が接合、もしくは表示されないなどの問題を生じ、大きなポイントの文字はフォントの造型にかかわらず緩やかな曲線などでジャギーが生ずる。WPFやDirectWriteのClearTypeは、垂直方向（Y方向）もアンチエイリアス処理するために上記の問題は改善されている。漢字など複雑な字体は、CoolTypeなど「水平方向のサブピクセルレンダリング+垂直方向のアンチエイリアシング」を組み合わせるレンダリングの効果が高い。
Microsoft Office System 2007は、大きなポイントのフォントはClearTypeを使わずに標準アンチエイリアスをグレースケールモードで用いる。Office 2013はGDIに代わってDirectWriteを採用したが、アンチエイリアスはグレースケールモードを用いる。
メイリオは膨大なヒンティング情報を格納することでデザイナーが意図する字形を表示するが、アウトラインのジャギーや文字不均高などを生ずるフォントもあり、ClearTypeの奏功はフォントの造形や実装に左右される。
画面上の表示を前提としているため、スクリーンショットの印刷や、ディスプレイで拡大や縮小など設定と異なる解像度で表示する場合のほか、ディスプレイを回転して表示する場合もソフトウェアが対応していない限りサブピクセルの並びが逆になり、表示が不自然になる。
ClearTypeはサブピクセルレンダリングの特性から背景色に描画品質が左右され、透明なDIBバッファにClearTypeを適用してテキストを描画すると予期しない合成結果となることがある。WPFやDirect2Dは、アルファモードに応じて自動的にアンチエイリアス方式をグレースケールモードに変更して対処している。
メイリオやSegoe UIなどClearTypeに最適化されたフォントを使用する場合、ClearTypeを無効にすると表示が淡くなり視認性が低下する。

## ClearType Tuner
マイクロソフトがWindows XP用に提供するフリーウェアで、文字の濃淡やR・G・Bの並び順をディスプレイに最適化するなど微調整を可能とする。インストールしてコントロールパネル内で表示するものと、ActiveXを利用してブラウザで操作するものがあり、Windows Vista・Windows Server 2003/2008でも使用できる。
Windows 7 以降はClearType テキストチューナーが標準搭載され、上記の機能に加えてサブピクセルの発色の微調整などより細かい設定が可能である。サブピクセル発色を使わずモノクロームのスムージングも可能だが、縦方向のスムージングは行わず標準アンチエイリアスとは異なる。